# 白黑鏈黴菌
白黑鏈黴菌（Streptomyces alboniger）是鏈黴菌屬下的一個種，屬於一種放線菌。細胞生物學中常用於陽性細胞篩選的抗生素嘌呤黴素（Puro）即分離自白黑鏈黴菌中。

## 外部連結
- Type strain of Streptomyces alboniger at BacDive -  the Bacterial Diversity Metadatabase （页面存档备份，存于）